# بریستول (شهرستان دین، ویسکانسین)
بریستول (به انگلیسی: Bristol) یک منطقهٔ مسکونی در ایالات متحده آمریکا است که در شهرستان دان، ویسکانسین واقع شده‌است. بریستول ۸۹٫۱ کیلومتر مربع مساحت و ۴٬۴۴۷ نفر جمعیت دارد و ۲۷۷ متر بالاتر از سطح دریا واقع شده‌است.